# Kaspar Ernst von Schultze
Kaspar Ernst von Schultze (* 18. Oktober 1691 in Berlin; † 2. Dezember 1757 in Breslau) war königlich-preußischer Generalleutnant der Infanterie, Kommandant von Breslau sowie Direktor der königlichen Ritter-Akademie in Liegnitz. Er war zudem Erbherr des Gutes Mahlen im schlesischen Kreis Trebnitz.

## Leben
Schon sein Vater war beim Militär. Er besuchte zunächst das Joachimsthaler Gymnasium in Berlin und dann die Universitäten von Halle, Jena und Wittenberg. Dort hat er sich wohl vorzugsweise mit den Militärwissenschaften beschäftigt.
Der damalige Chef der Artillerie, Markgraf Albrecht Friedrich zu Brandenburg-Schwedt, erkannte sein Talent, so kam er 1707 zum Artilleriecorps. Er fiel auch dem späteren König Friedrich Wilhelm I. auf, der ihn zum Unteroffizier im Leibregiment machte. Mit diesem kämpfte er dann im Spanischen Erbfolgekrieg. Das waren insbesondere 1709 die Schlacht von Malplaquet und 1711 die Belagerung von Bouchain.
Am 13. Januar 1714 wurde er Fähnrich im Infanterie-Regiment Nr. 2 (Jung-Dönhoff). Im Pommernfeldzug 1715/1716 kämpfte er vor Stralsund und wurde am 28. Januar 1716 Leutnant. Am 3. Januar 1723 wurde er Stabshauptmann im Infanterie-Regiment Nr. 28 (Mosel) und schon am 5. Juni 1723 bekam er eine eigene Kompanie. Am 20. Juli 1730 wurde er zum Amtshauptmann von Fischhausen (Preußen) ernannt.
1732 wurde er damalige Kronprinz Friedrich sein Chef. Am 25. Juli 1738 wurde er zum Major befördert, und als nun der König Friedrich seine Leibgarde errichtete, wurde Schultze Oberstleutnant im ersten Bataillon. Mit der Leibgarde kämpfte er am 10. April 1741 in der Schlacht bei Mollwitz, dabei streifte ihn eine Kugel, die sein Pferd tötete. Am 18. Mai 1743 wurde er Oberst und kurz danach Kommandeur des ersten und zweiten Bataillons der Leibgarde. Als der Zweite Schlesische Krieg begann, wurde er Kommandant von Meißen. Am 30. Mai 1747 wurde er zum Generalmajor, zum Kommandanten von Breslau und zum Oberaufseher der Ritterakademie von Liegnitz ernannt. Im gleichen Jahr erhielt er das Infanterie-Regiment Nr. 29.
1748 ernannte ihn der König zum Chef und Vorsteher der Serviskommission von Breslau. Er fiel dort durch seine Rechtschaffenheit auf, da er versuchte, die Interessen der Soldaten und Bürger auszugleichen.
Auch mit dem Ausbruch des Siebenjährigen Krieges blieb er zunächst in Breslau und wurde im März 1757 zum Generalleutnant ernannt. Während der Schlacht von Breslau am 22. November 1757 führte er eine Brigade.
Er wurde durch einen Schuss in die linke Brust schwer verletzt, blieb aber auf seinem Pferd, bis es unter ihm erschossen wurde. Er bestieg ein neues sowie fünf weitere Pferde. Er wurde dann auf Drängen des Prinzen Ferdinand in sein Haus in Breslau gebracht. Dort wurde die Kugel entfernt, er starb dennoch an seinen Verletzungen am 2. Dezember 1757.
Er wurde ohne viel Pomp, aber mit reger Anteilnahme der Bevölkerung in der Reformierten Kirche in Breslau beerdigt.
Schultze war ein weitgereister Mann. Er sprach Latein, Französisch, Italienisch und etwas Spanisch. Er war im königlichen Auftrag auch mehrfach in diesen Ländern unterwegs und hatte Deutschland bereist. Er war auch 1740 als Werber unterwegs und konnte aus dem Raum Nürnberg-Schweinfurt mehr als 50 Offiziere rekrutieren. Er soll mehr als 4000 Rekruten für die preußische Armee gefunden haben.
Sein Name wurde 1851 auf einer der Ehrentafeln am Reiterstandbild Friedrichs des Großen verewigt.

### Adelserhebung
Für seine Verdienste wurde er am 21. Juli 1732 zusammen mit seinem Stiefbruder dem damaligen Leutnant Friedrich Böning von Schulze in den Adelsstand erhoben. Sein Bruder starb 1786 als pensionierter Oberst im Infanterie-Regiment Nr. 5.

## Familie
Er war seit 1728 mit Anna Elisabeth Krielen (Kriehl) (* 1712; † 14. Februar 1788) aus Brandenburg verheiratet. Von den Kindern überlebten ein Sohn und eine Tochter.
- Juliana Beate Sophie († 1752)
- Christoph Johann († 1786) ⚭ 30. Mai 1757 Freiin Eleonora Sennia Friedrica von Rottwitz